# جمعية مرشدات غرينادا
جمعية مرشدات غرينادا هي المنظمة الإرشادية الوطنية في غرينادا. تأسست المنظمة عام 1925، وأصبحت عضوا منتسبا في الرابطة العالمية للمرشدات وفتيات الكشافة في 1990. أصبحت عضوا كامل العضوية في عام 2011 في المؤتمر العالمي الرابع والثلاثين الذي أقيم في ادنبره، اسكتلندا، المملكة المتحدة في الفترة 11-15 يوليو 2011. المنظمة للفتيات فقط وتضم 1,742 عضوة اعتبارا من عام 2015.